# Bathsheba
Bathsheba liegt im Parish Saint Joseph und ist nach Bevölkerung die viertgrößte Stadt des karibischen Inselstaates Barbados. Der Ort befindet sich an der Ostküste der Insel.

## Geografie
Der Ort besitzt neben zahlreichen Kirchen auch einen national bekannten Strand, an dem regelmäßig Surf-Wettbewerbe stattfinden. Außerdem ist es ein bekanntes Fischerdorf auf der Insel.